# Никола Гучетић
Никола Витов Гучетић (итал. Nicolò Vito di Gozzi) (Дубровник, 1549 — 24. јануар 1610) био је филозоф, политичар, племић и полихистор из Дубровачке републике.
Драгољуб Живковић у књизи Именик српских философа наводи да је Никола српског поријекла.